# Poona-Nationalpark
Der Poona-Nationalpark (engl.: Poona National Park) ist ein Nationalpark im Südosten des australischen Bundesstaates Queensland. Er liegt 210 Kilometer nördlich von Brisbane und zwölf Kilometer südöstlich von Maryborough.
Einige der Bäume und Tiere in diesem Nationalpark sind als gefährdet eingestuft.

## Landesnatur
Das Gebiet des Nationalparks liegt zwischen dem Ästuar des Mary River und der Great Sandy Strait und ist ein Beispiel für natürliches Heideland der Küstenebene, sogenanntes Wallum. Zum Nationalpark gehören auch zwei kleine Inseln. Es gibt Wälder mit verschiedenen Baumarten und Mangroven.
In der Nachbarschaft liegen die Nationalparks Great Sandy, Mount Bauple und Pipeclay und der Tuan State Forest.

## Flora und Fauna
Das Wallumheideland überzog vor der europäischen Besiedelung die ganze Küstenregion, ist heute aber selten und schützenswert. Daneben gibt es Myrtenheiden (z. B. Melaleuca viridiflora), Mangroven und lichte Wälder mit Banksien und Blue-Gum-Eukalyptus (Eucalyptus tereticornis). Besonders bedrohte Pflanzen sind die Korallenrauten (Boronia keysii) und die Macrozamien (Macrozamia pauli-guilielimi).
Von den Vögeln sind besonders die gefährdeten Erdsittiche, die im Wallumheideland ihren Lebensraum gefunden haben, zu erwähnen.

## Einrichtungen und Zufahrt
Im Nationalpark ist das Zelten nicht gestattet und es gibt keine angelegten Wege oder sonstigen Einrichtungen. Übernachtungsmöglichkeiten gibt es in den nahegelegenen kleinen Siedlungen Maaroom, Boonooroo und Poona mit je einem Zeltplatz.
Der Park ist leicht von der Straße Maryborough – Cooloola oder von der Boonooroo Road aus zu erreichen. Zufahrtsstraßen und Straßen im Park sind nur mit allradgetriebenen Fahrzeugen und nur bei trockenem Wetter zu befahren.